# Минало свършено време
 Тази статия е за глаголното време в българския език.  За общите характеристики на това време вижте Аорист.  
Минало свършено време (лат. аорист) е глаголно време, изразяващо действие, което се е извършвало в миналото и е било прекратено в минал ориентационен момент.
Минало свършено време в българския език притежават както глаголите от свършен вид, така и тези от несвършен вид. Миналото свършено време на несвършените глаголи означава само, че съответното действие е било прекратено в миналото, но не показва дали действието е било доведено докрай.
Примери:
- Свършен вид: Вчера прочетох една интересна книга.
- Несвършен вид: Вчера цял ден четох една интересна книга, но така и не я прочетох.
- Несвършен вид: Вчера цял ден четох една интересна книга и най-накрая я прочетох.

Форми за минало свършено време имат практически всички български глаголи с много малко изключения.
Глаголът съм/бъда поначало има форми за минало свършено време, но те почти не се употребяват:
аз бидох, ти биде, той/тя/то биде, ние бидохме, вие бидохте, те бидоха.
Те служат за разграничаването на минало свършено от минало предварително време в страдателен залог:
- Минало свършено време: Когато отидох у Петър, Мария биде наградена.
- Минало предварително време: Когато отидох у Петър, Мария беше наградена.

Формата биде наградена означава, че награждаването е станало, след като говорещият е отишъл у Петър. Обратно, формата беше наградена показва, че награждаването на Мария е станало предварително, тоест преди говорещият да отиде у Петър, така че при отиването си у Петър говорещият е заварил Мария вече наградена.
В съвременния български книжовен език изрази като бидох поканен звучат архаично и практически не се използват. Вместо това се казва бях поканен, въпреки че при липса на контекст и лексикален маркер за време може да възникне двусмислие (объркване между минало свършено и минало предварително време).
Някои глаголи по семантични причини почти не се използват в минало свършено време. Например глаголът зная има форми за минало свършено време:
аз знаях, ти зная, той/тя/то зная, ние знаяхме, вие знаяхте, те знаяха.
Само че тези форми, както и миналото свършено деятелно причастие знаял почти не се употребяват.

## Формообразуване
Формите на глагол в минало свършено време се получават, като към глаголната основа в минало свършено време се добавят следните окончания за лице и число:
|      | ед.ч. | мн.ч. |
| ---- | ----- | ----- |
| 1 л. | -х    | -хме  |
| 2 л. | –     | -хте  |
| 3 л. | –     | -ха   |

От тази таблица се вижда, че съвпадат формите за второ и трето лице, единствено число, минало свършено време:
- ти чете – той/тя/то чете;
- ти игра – той/тя/то игра;
- ти мисли – той/тя/то мисли;
- ти вървя – той/тя/то вървя;
- ти гледа – той/тя/то гледа.

Глаголната основа в минало свършено време (т.е. формата за 3 л. ед.ч.) практически съвпада с глаголната основа в сегашно време, като разлика има обикновено само в основната гласна (последния звук). Точните правила зависят от спрежението и разреда на глагола.

### Първо спрежение
От първо спрежение са глаголите, които в 3 л. ед.ч. сег.вр. завършват на -е:
- аз чета – той чете;
- аз бера – той бере;
- аз играя – той играе.

Първото спрежение се дели на седем разреда.

#### I спрежение, I разред
От I разред на I спрежение са всички глаголи, в които пред окончанието на основната форма (1 л. ед.ч. сег.вр.) стои някоя от следните (твърди) съгласни:
д, т, з, с, к.
В този случай основната гласна в минало свършено време остава е само във второ и трето лице, единствено число; в останалите лица и числа тя се заменя с о.
Примери:
| съгласна      | д         | т       | з        | с         | к       |
| ------------- | --------- | ------- | -------- | --------- | ------- |
| основна форма | доведа    | чета    | вляза    | донеса    | река    |
| 1 л. ед.ч.    | доведох   | четох   | влязох   | донесох   | рекох   |
| 2 л. ед.ч.    | доведе    | чете    | влезе    | донесе    | рече    |
| 3 л. ед.ч.    | доведе    | чете    | влезе    | донесе    | рече    |
| 1 л. мн.ч.    | доведохме | четохме | влязохме | донесохме | рекохме |
| 2 л. мн.ч.    | доведохте | четохте | влязохте | донесохте | рекохте |
| 3 л. мн.ч.    | доведоха  | четоха  | влязоха  | донесоха  | рекоха  |

#### I спрежение, II разред
От II разред на I спрежение са всички глаголи, в които пред окончанието на основната форма (1 л. ед.ч. сег.вр.) стои съгласната н, с изключение на случая, когато тя е наследник на носовия призвук на старобългарската малка носовка (тогава глаголът е от VII разред).
От II разред на I спрежение са и някои (не всички) глаголи, в които пред окончанието на основната форма стои твърда съгласна, която е различна от съгласните на I разред и не е шушкава; тоест различна е от всички тези съгласни:
д, т, з, с, к;
ж, ш, ч, дж.
Изискването за твърда съгласна означава, че основната форма на глагола има окончание -а, не -я.
Глаголите, които отговарят на тези изисквания, но не са от II разред, са от V разред.
При глаголите от II разред основната гласна се заменя с а във всички лица и числа на минало свършено време.
Примери:
| съгласна      | н        | други   | други  |
| ------------- | -------- | ------- | ------ |
| основна форма | седна    | кова    | бера   |
| 1 л. ед.ч.    | седнах   | ковах   | брах   |
| 2 л. ед.ч.    | седна    | кова    | бра    |
| 3 л. ед.ч.    | седна    | кова    | бра    |
| 1 л. мн.ч.    | седнахме | ковахме | брахме |
| 2 л. мн.ч.    | седнахте | ковахте | брахте |
| 3 л. мн.ч.    | седнаха  | коваха  | браха  |

#### I спрежение, III разред
От III разред на I спрежение са всички глаголи, чиято основна форма (1 л. ед.ч. сег.вр.) завършва на съгласна + я. Въпросната мека съгласна не може да бъде шушкава, тъй като шушкавите съгласни са винаги твърди в българския книжовен език.
При глаголите от този разред основната гласна се заменя с а във всички лица и числа на минало свършено време, а меката съгласна губи мекостта си, тоест става твърда съгласна.
Пример: Глаголът капя е от този разред:
- капя – 1 л. ед.ч. сег.вр.
- капе – 3 л. ед.ч. сег.вр.
- капа – 3 л. ед.ч. мин.св.вр.

От този разред са също глаголите къпя, сипя, щипя, дремя и др.
| основна форма | капя    | къпя    | сипя    | щипя    | дремя    |
| 1 л. ед.ч.    | капах   | къпах   | сипах   | щипах   | дремах   |
| 2 л. ед.ч.    | капа    | къпа    | сипа    | щипа    | дрема    |
| 3 л. ед.ч.    | капа    | къпа    | сипа    | щипа    | дрема    |
| 1 л. мн.ч.    | капахме | къпахме | сипахме | щипахме | дремахме |
| 2 л. мн.ч.    | капахте | къпахте | сипахте | щипахте | дремахте |
| 3 л. мн.ч.    | капаха  | къпаха  | сипаха  | щипаха  | дремаха  |

#### I спрежение, IV разред
От IV разред на I спрежение са всички глаголи, в които пред окончанието на основната форма (1 л. ед.ч. сег.вр.) стои шушкава съгласна.
В този случай при образуване на минало свършено време основната гласна се заменя с а, а шушкавата съгласна се заменя с нешушкава:
- ж става з или г;
- ш става с;
- ч става к.

Тъй като шушкавите съгласни са винаги твърди, то окончанието в 1 л. ед.ч. сег.вр. е -а. Понеже основната гласна в минало свършено време става също а,
по-лесно е глаголът да се преобразува направо в 1 л. ед.ч.: променя се шушкавата съгласна и се добавя окончанието -х.
Примери:
- лъжа става лъгах;
- мажа става мазах;
- пиша става писах;
- плача става плаках.

| основна форма | лъжа    | мажа    | пиша    | плача    |
| 1 л. ед.ч.    | лъгах   | мазах   | писах   | плаках   |
| 2 л. ед.ч.    | лъга    | маза    | писа    | плака    |
| 3 л. ед.ч.    | лъга    | маза    | писа    | плака    |
| 1 л. мн.ч.    | лъгахме | мазахме | писахме | плакахме |
| 2 л. мн.ч.    | лъгахте | мазахте | писахте | плакахте |
| 3 л. мн.ч.    | лъгаха  | мазаха  | писаха  | плакаха  |

#### I спрежение, V разред
От V разред на I спрежение са онези глаголи, които не са от II разред и в чиято основна форма (1 л. ед.ч. сег.вр.) пред окончанието стои твърда съгласна, която е различна от съгласните на I разред, не е шушкава и не е н. Ако обаче въпросната съгласна е м и ако тя е получена от носовия призвук на старобългарската малка носовка, тогава глаголът е не от V разред, а от VII разред.
Изискването за твърда съгласна пред основната гласна означава, че основната форма на глагола има окончание -а, не -я.
При глаголите от този разред споменатата съгласна омеква, а основната гласна се заменя с а (и се бележи с я) във всички лица и числа на минало свършено време.
Примери:
| основна форма | простра    | умра    | вра (се)    |
| 1 л. ед.ч.    | прострях   | умрях   | врях (се)   |
| 2 л. ед.ч.    | простря    | умря    | вря (се)    |
| 3 л. ед.ч.    | простря    | умря    | вря (се)    |
| 1 л. мн.ч.    | простряхме | умряхме | вряхме (се) |
| 2 л. мн.ч.    | простряхте | умряхте | вряхте (се) |
| 3 л. мн.ч.    | простряха  | умряха  | вряха (се)  |

#### I спрежение, VI разред
От VI или VII разред на I спрежение са онези глаголи, които в основната си форма (1 л. ед.ч. сег.вр.) завършват на гласна + я.
При глаголите от VI разред основната форма е същевременно форма за 3 л. ед.ч. мин.св.вр. Следователно основната им гласна се променя от е в йотувано а (тоест я [йа]), а формата им за 1 л. ед.ч. мин.св.вр. (която се получава чрез добавяне на окончанието -х) завършва на -ях, подобно на глаголите от V разред, но за разлика от тях, глаголите от VI разред съдържат гласна пред завършека -ях.
Пример:
| основна форма | трая    | вая    | лая    | отчая    |
| 1 л. ед.ч.    | траях   | ваях   | лаях   | отчаях   |
| 2 л. ед.ч.    | трая    | вая    | лая    | отчая    |
| 3 л. ед.ч.    | трая    | вая    | лая    | отчая    |
| 1 л. мн.ч.    | траяхме | ваяхме | лаяхме | отчаяхме |
| 2 л. мн.ч.    | траяхте | ваяхте | лаяхте | отчаяхте |
| 3 л. мн.ч.    | траяха  | ваяха  | лаяха  | отчаяха  |

#### I спрежение, VII разред
От VI или VII разред на I спрежение са онези глаголи, които в основната си форма (1 л. ед.ч. сег.вр.) завършват на гласна + я.
Глаголите от VII разред губят основната си гласна при преход от сегашно към минало свършено време:
- чуя – 1 л. ед.ч. сег.вр.;
- чуе – 3 л. ед.ч. сег.вр.;
- чу – 3 л. ед.ч. мин.св.вр.;
- чух – 1 л. ед.ч. мин.св.вр.

Тъй като основната гласна се губи и в основната форма на глагола, преходът от сегашно към минало свършено време се описва по-лесно направо в 1 л. ед.ч. (без да се преминава през формите за 3 л. ед.ч.): окончанието -я се заменя с -х:
- чуя – чух;
- плюя – плюх;
- играя – играх;
- влияя – влиях;
- шия – ших.

Малко по-особен е случаят със завършека -ея. Окончанието я се заменя с х, обаче и е се заменя с я. В крайна сметка завършекът -ея се заменя с -ях:
- живея – живях;
- владея – владях;
- копнея – копнях.

Ако обаче съгласната пред -ея е шушкава (следователно винаги твърда), то завършекът -ея се заменя с -ах, не с -ях:
- закопчея – закопчах.

Особен случай представляват някои глаголи, в чиято основна форма пред окончанието е стояла някога малка носовка (следователно гласна). Носовият призвук се е изгубил с времето, като на негово място се е появила съгласна н или м. Тъй като тя отделя носовата гласна от окончанието, няма условия за йотация, поради което окончанието на тези глаголи в основната им форма е -а, не -я. Въпреки това те попадат в VII разред, тоест при образуване на минало време основната гласна се губи, но се губи и съгласната, наследила носовия призвук.
Пример с глагола взема:
- взема – 1 л. ед.ч. сег.вр.;
- вземе – 3 л. ед.ч. сег.вр.;
- взе – 3 л. ед.ч. мин.св.вр.;
- взех – 1 л. ед.ч. мин.св.вр.

Практически преходът от сегашно към минало свършено време при тези глаголи може да се извърши направо в 1 л. ед.ч., като завършекът -ма се замени с -х (отпред винаги стои е):
- взема – взех;
- наема – наех;
- заема – заех;
- кълна – клех.

Глаголът кълна също спада към тази група, но при него има допълнителна особеност: изчезнал е звукът е пред завършека -на, но тъй като съчетанието от звуци клн не може да се произнесе лесно, между к и л се е вмъкнало непостоянно ъ (срв. клетва). Ако се обърне редицата от звукови промени, глаголът кълна ще приеме формата клена, от която чрез замяната на завършека -на с -х по описаното правило се получава формата клех за 1 л. ед.ч. мин.св.вр.
| основна форма | играя   | влияя   | чуя   | плюя   | шия   | живея   | закопчея   | взема  | кълна  |
| 1 л. ед.ч.    | играх   | влиях   | чух   | плюх   | ших   | живях   | закопчах   | взех   | клех   |
| 2 л. ед.ч.    | игра    | влия    | чу    | плю    | ши    | живя    | закопча    | взе    | кле    |
| 3 л. ед.ч.    | игра    | влия    | чу    | плю    | ши    | живя    | закопча    | взе    | кле    |
| 1 л. мн.ч.    | играхме | влияхме | чухме | плюхме | шихме | живяхме | закопчахме | взехме | клехме |
| 2 л. мн.ч.    | играхте | влияхте | чухте | плюхте | шихте | живяхте | закопчахте | взехте | клехте |
| 3 л. мн.ч.    | играха  | влияха  | чуха  | плюха  | шиха  | живяха  | закопчаха  | взеха  | клеха  |

### Второ спрежение
От второ спрежение са глаголите, които в 3 л. ед.ч. сег.вр. завършват на -и:
- аз летя – той лети;
- аз (да) видя – той (да) види;
- аз броя – той брои;
- аз (да) устроя – той (да) устрои;
- аз лежа – той лежи;
- аз мълча – той мълчи.

Основната форма на тези глаголи (1 л. ед.ч. сег.вр.) завършва на -я, независимо дали пред окончанието стои съгласна, или друга гласна, и независимо дали ударението пада върху окончанието, или върху основата. Единственото изключение е, когато пред окончанието стои шушкава съгласна (ж, ш, ч, дж): в този случай окончанието е -а, тъй като шушкавите съгласни са винаги твърди.
Второто спрежение се дели на три разреда.

#### II спрежение, I разред
От I разред на II спрежение са онези глаголи, при които формите за 3 л. ед.ч. в сегашно и минало свършено време съвпадат. Тоест основната гласна и се запазва при прехода от сегашно към минало свършено време.
| основна форма | платя    | тая    | устроя    | мъча    | греша    |
| 1 л. ед.ч.    | платих   | таих   | устроих   | мъчих   | греших   |
| 2 л. ед.ч.    | плати    | таи    | устрои    | мъчи    | греши    |
| 3 л. ед.ч.    | плати    | таи    | устрои    | мъчи    | греши    |
| 1 л. мн.ч.    | платихме | таихме | устроихме | мъчихме | грешихме |
| 2 л. мн.ч.    | платихте | таихте | устроихте | мъчихте | грешихте |
| 3 л. мн.ч.    | платиха  | таиха  | устроиха  | мъчиха  | грешиха  |

#### II спрежение, II разред
От II разред на II спрежение са глаголите, чиято форма за 3 л. ед.ч. в минало свършено време завършва на -я.
Основната форма на глаголите от този разред не може да има окончание -а, предшествано от шушкава съгласна, защото основата в минало време няма да завършва на -я, а на -а.
| основна форма | видя    | търпя    | стоя    |
| 1 л. ед.ч.    | видях   | търпях   | стоях   |
| 2 л. ед.ч.    | видя    | търпя    | стоя    |
| 3 л. ед.ч.    | видя    | търпя    | стоя    |
| 1 л. мн.ч.    | видяхме | търпяхме | стояхме |
| 2 л. мн.ч.    | видяхте | търпяхте | стояхте |
| 3 л. мн.ч.    | видяха  | търпяха  | стояха  |

Въпреки че буквеният облик на формите за 2 и 3 л. ед.ч. в минало свършено време съвпада със записа на основната форма (1 л. ед.ч. сег.вр.), има разлика в звуковия състав: основната форма завършва със звука [ъ], а посочените форми за минало време завършват със звука [а] (и той винаги е ударен).

#### II спрежение, III разред
От III разред на II спрежение са глаголите, чиято форма за 3 л. ед.ч. в минало свършено време завършва на -а. По буквен състав тя съвпада с основната форма, но има разлика в звуковия състав: основната форма завършва със звука [ъ], а формата за минало време завършва със звука [а] (и той винаги е ударен). Това, че основната форма завършва на -а, се дължи на наличието на шушкава съгласна пред окончанието. (Обаче не всички глаголи от II спрежение с шушкава съгласна пред окончанието са от III разред; те могат да бъдат и от I разред.)
| основна форма | лежа    | мълча    |
| 1 л. ед.ч.    | лежах   | мълчах   |
| 2 л. ед.ч.    | лежа    | мълча    |
| 3 л. ед.ч.    | лежа    | мълча    |
| 1 л. мн.ч.    | лежахме | мълчахме |
| 2 л. мн.ч.    | лежахте | мълчахте |
| 3 л. мн.ч.    | лежаха  | мълчаха  |

### Трето спрежение
От трето спрежение са глаголите, които в 3 л. ед.ч. сег.вр. завършват на -а или на -я. Основната форма на тези глаголи завършва на -м и това е тяхна отличителна черта.
Примери за глаголи от III спрежение:
- на -а (I разред): купувам, продавам, обичам и т.н.;
- на -я (II разред): отварям, затварям, заговарям и т.н.

При глаголите от III спрежение в 3 л. ед.ч. няма разлика между сегашно и минало свършено време нито в изписването, нито в изговарянето на глаголните форми. Например той продава и той отваря са форми едновременно за сегашно и минало свършено време.
| разред        | I разред   | II разред |
| ------------- | ---------- | --------- |
| основна форма | продавам   | отварям   |
| 1 л. ед.ч.    | продавах   | отварях   |
| 2 л. ед.ч.    | продава    | отваря    |
| 3 л. ед.ч.    | продава    | отваря    |
| 1 л. мн.ч.    | продавахме | отваряхме |
| 2 л. мн.ч.    | продавахте | отваряхте |
| 3 л. мн.ч.    | продаваха  | отваряха  |

## Фонетични промени
При образуване на формите за минало свършено време от основната форма на глагола често настъпват разнообразни фонетични промени.
Изпадане и/или вмъкване на гласни:
- кълна – клех;
- бера – брах;
- дера – драх;
- коля – клах.

Изпадане на съгласни:
- кълна – клех;
- взема – взех.

Замяна на една съгласна с друга:
- сека – сякох – сече;
- мога – можах – можа.

Понякога в една дума има няколко фонетични промени. Например глаголът режа има минало свършено време рязах, при чието образуване настъпват едновременно две фонетични промени: съгласната ж преминава в з, при което променливото я в корена от е става я.
Когато обаче променливото я е основната гласна на минало свършено време, то не се прегласява в е пред окончанията -хме и -хте за 1 и 2 л. мн.ч. Тоест глаголите в минало свършено време могат да завършват на -яхме и -яхте. За това има исторически причини: след буквата х във всички окончания (вкл. 1 л. ед.ч.) е стоял ер голям, тоест двата завършека са изглеждали така: -яхъме и -яхъте, поради което е нямало условия за преглас на я в е.

## Ударение
В рамките на минало свършено време, тоест в различните лица и числа, ударението не се мести:
видя̀х, видя̀, видя̀;
видя̀хме, видя̀хте, видя̀ха.
На същото място пада ударението и в съответното минало свършено деятелно причастие и също не се мести в различните родове и числа, членувани и нечленувани форми:
видя̀л, видя̀ла, видя̀ло, видѐли;
видѐлия(т), видя̀лата, видя̀лото, видѐлите.
Мястото на ударението на глаголите в минало свършено време (а значи и мястото на ударението на миналото свършено деятелно причастие) според книжовноезиковата норма от 2002 г. насам се определя така:
1) При преминаване от сегашно към минало свършено време ударението на глаголите от I разред на I спрежение (тези, които завършват на -ох в 1 л. ед.ч. на минало свършено време) се премества напред (от основната гласна към предходната сричка):
чета̀ – чѐтох;
пека̀ – пѐкох;
доведа̀ – довѐдох;
донеса̀ – донѐсох.
2) Ако в сегашно време ударението на глагол от I разред на I спрежение не пада върху основната гласна, то не се мести:
вля̀за – вля̀зох;
изля̀за – изля̀зох.
3) Ако в сегашно време ударението на глагол от II разред на II спрежение не пада върху основната гласна, то в минало свършено време ударението се премества назад, върху основната гласна:
вѝдя – видя̀х.
4) Ако в сегашно време ударението на глагол от II разред на II спрежение пада върху основната гласна, то не се мести:
търпя̀ – търпя̀х;
стоя̀ – стоя̀х.
5) При останалите глаголи ударението не се мести:
ка̀пя – ка̀пах;
тра̀я – тра̀ях;
игра̀я – игра̀х;
бера̀ – бра̀х;
кова̀ – кова̀х;
сѐдна – сѐднах;
дрѐмя – дрѐмах;
лъ̀жа – лъ̀гах;
простра̀ – простря̀х;
чу̀я – чу̀х;
плю̀я – плю̀х;
влия̀я – влия̀х;
пѝя – пѝх;
живѐя – живя̀х;
закопчѐя – закопча̀х;
взѐма – взѐх;
кълна̀ – клѐх;
платя̀ – платѝх;
тая̀ – таѝх;
устро̀я – устро̀их;
мъ̀ча – мъ̀чих;
греша̀ – грешѝх;
лежа̀ – лежа̀х;
да̀вам – да̀вах;
повта̀рям – повта̀рях.
В някои говори ударението на повечето глаголи в минало свършено време и съответните им минали свършени деятелни причастия може да се мести назад, върху основната гласна (без разлика в смисъла) за всички лица и числа на глагола и за всички числа и родове на свършеното минало деятелно причастие. Явлението се наблюдава последователно в западните говори (седна̀х, седна̀л; и дори разходѝх се, разходѝл се); не се мести назад само ударението на глаголите, завършващи на -ох, и съответните им минали свършени деятелни причастия (чѐтох, чѐл); не се мести назад и ударението на глаголите и миналите свършени деятелни причастия, при които то поначало пада на последната сричка в 1 л. ед.ч. за глаголите и в м.р. ед.ч. нечл. за причастията (лежа̀х, лежа̀л). В източните говори ударението не се мести (сѐднах, сѐднал; разхо̀дих се, разхо̀дил се); тоест книжовната норма понастоящем се води по източните говори.
В говорите от междинните области такова придвижване на ударението се наблюдава само при някои глаголи и този компромисен вариант е бил езикова норма до 2002 г. в продължение на повече от столетие. Според тази (вече отменена) книжовна норма е можело да се мести назад, върху основната гласна, ударението само на онези глаголи в минало свършено време, които попадат в т. 5 по-горе, ударението не пада поначало върху основната гласна (иначе няма къде да се премести) и отговарят още на всички тези изисквания:
а) Основната им форма (1 л. ед.ч. сег.вр.) не завършва на -ирам, -изирам, -асам, -ясам, -есам, -осам, -исам, -дисам. Например за правилни са били приемани само следните форми:
харѐсах, боядѝсах, организѝрах;
харѐсал, боядѝсал, организѝрал.
б) Глаголът не съдържа представки с гласни или е от несвършен вид. Например глаголите разхо̀дя се, изва̀дя са от свършен вид и имат представки с гласни, затова единствено правилни са били формите с непридвижено ударение:
разхо̀дих се, изва̀дих;
разхо̀дил се, изва̀дил.
Поначало преместването на ударението назад е било допустимо само при глаголи, несъдържащи представки с гласни (независимо от вида на глагола). Допустими са били дублетни форми като следните:
ка̀зах и каза̀х;
ча̀ках и чака̀х;
пла̀ках и плака̀х;
схва̀нах и схвана̀х;
вло̀жих и вложѝх;
и др.
Дублетни са били и формите на съответните минали свършени деятелни причастия:
ка̀зал и каза̀л;
ча̀кал и чака̀л;
пла̀кал и плака̀л;
схва̀нал и схвана̀л;
вло̀жил и вложѝл;
и др.
Отначало книжовната норма дори е поощрявала такова придвижване на ударението назад, за да се разграничат в 3 л. ед.ч. сегашно време и минало свършено време, чиито форми иначе съвпадат:
Той те ча̀ка. (сег.вр.).
Той те чака̀. (мин.св.вр.).
Това е бил и единственият начин да се различат свършеното и несвършеното минало деятелно причастие на някои глаголи, например казвам:
несвършено: само ка̀звал;
свършено: ка̀звал и казва̀л.
Поради същите причини е било допустимо, макар и непрепоръчително, преместването на ударението при глаголи с представки от несвършен вид, например разглеждам:
той разглѐжда (двусмислено);
той разглежда̀ (мин.св.вр.).
Също и при миналите свършени деятелни причастия на такива глаголи:
той разглѐждал (двусмислено);
той разглежда̀л (мин.св.деят.прич.).
В българската литература има стихотворения, при които ритъмът и римите зависят от преместването на ударението назад.
Пример:
Закри се орлов поглед, веч хладно е челото,
де чудната идея роди се и блесна̀,
студена е ръката, що сееше доброто
и падналий подигна, и кривдата блъсна̀!
(И. Вазов)
С течение на времето книжовната норма е започнала да препоръчва запазване на мястото на ударението, а от 2002 г. ударението изобщо не може да се мести.
Преместването на ударението е било възможно само при глаголите в минало свършено време и само при миналите свършени деятелни причастия. Били са допустими например такива форми:
хо̀дихме и ходѝхме;
хо̀дили и ходѝли.
Не са били допустими премествания на ударението при глаголите в минало несвършено време, нито при миналите несвършени деятелни причастия:
Правилно: хо̀дехме, хо̀дели.
Неправилно: ходѐхме, ходѐли.
Не са били допустими премествания на ударението при отглаголните съществителни на -не, чието ударение поначало съвпада с ударението в минало свършено време:
Правилно: хо̀дене.
Неправилно: ходѐне.

## Съвпадеж с минало несвършено време
Окончанията на глаголите в минало свършено и минало несвършено време съвпадат във всички числа и лица без 2 и 3 л. ед.ч. Това не означава непременно, че съвпадат и съответните глаголни форми, защото може да има разлика в основната гласна, например мѝслих е в минало свършено време, а пък мѝслех е в минало несвършено време. Същото се отнася и за миналите деятелни причастия: мѝслил е свършеното, а мѝслел е несвършеното минало деятелно причастие.
Обаче при глаголите от III спрежение и при някои други глаголи съвпадат всички форми за минало свършено и минало несвършено време с изключение на 2 и 3 л. ед.ч. Например отва̀рях, разбѝрахме, съвѐтвахте и търпя̀ха са форми едновременно за минало свършено и минало несвършено време. Същото важи и за причастията (във всички родове и числа): търпя̀л, разбѝрала, отва̀ряло и съвѐтвали са едновременно свършени и несвършени минали деятелни причастия. В тези случаи разликата може да се разбере само от контекста.

## Употреба
Минало свършено е основното разказвателно време, а минало несвършено е основното описателно време в плана на миналото. Когато се употреби поредица от глаголи в минало свършено време, тя описва низ от последователно приключили действия. За тях може да се направи малък филм, който да отразява динамиката им; те обаче не могат да се поберат в един кадър. Напротив, дори да се употреби поредица от глаголи в минало несвършено време, действието няма да се придвижи напред, а ще остане в един и същи миг от миналото. Поредица от глаголи в минало несвършено време описва едно и също състояние, един кадър от филма, тоест нещо, което може да се нарисува или фотографира.
Пример (текст от Св. Минков):
Непознатият натисна звънеца. Някъде между стените на къщата избръмча сякаш заплетена в паяжина муха, после се чуха леки стъпки, в бравата щракна ключ, вратата се отвори. На прага стоеше стара жена, наметната с шал. Малките ѝ нозе бяха обути в грамадни вълнени пантофи, посивялата ѝ коса излъчваше сребристо сияние в мрака.